# シニョール・リップス効果

A、B、C、Dの各生物は、いずれも本来は星印で示された時代に絶滅している。しかし三角形及び丸印で示される発見された化石の情報に差があるため、個々の生物は丸印で示された時代に絶滅したように見えてしまう。

古生物学におけるシニョール・リップス効果（英語: Signor–Lipps effect）は、フィリップ・W・シニョール及びジェレ・ヘンリー・リップスによって提唱された、化石による記録が完全でないことに起因し、大量絶滅が漸進的な絶滅のように見えるなどの現象のことである。
名称については、スピル・ロンギス効果（英: Sppil-Rongis effect）、バルダー・ジャヌソンに因み、ジャヌソン効果（英: Jaanusson effect）とも呼称される。

## 例
バージェス頁岩から産出するバージェス動物群はカンブリア紀のものであるが、これに含まれる生物の一部はカンブリア紀に絶滅したのではなく、オルドビス紀、シルル紀、デボン紀の層より類似の化石が発掘されている。